# كاميلو توريس تينوريو
كاميلو توريس تينوريو (بالإسبانية: Camilo Torres Tenorio)‏ (و. 1766 – 1816 م) هو سياسي، ومحامي من كولومبيا . تولى منصب رئيس كولومبيا .
توفي في بوغوتا .